# Bahnhof Dürrhennersdorf
Der Bahnhof Dürrhennersdorf ist eine Betriebsstelle der normalspurigen Bahnstrecke Ebersbach–Löbau und der hier beginnenden ehemaligen Schmalspurbahn Taubenheim–Dürrhennersdorf. Der Bahnhof fungierte als Zwischenbahnhof für den Normalspurbereich und als Endbahnhof für den Schmalspurbereich. Seit dem 14. Dezember 2002 hält in dem zum Haltepunkt zurückgebauten Bahnhof kein Zug mehr.

## Geschichte

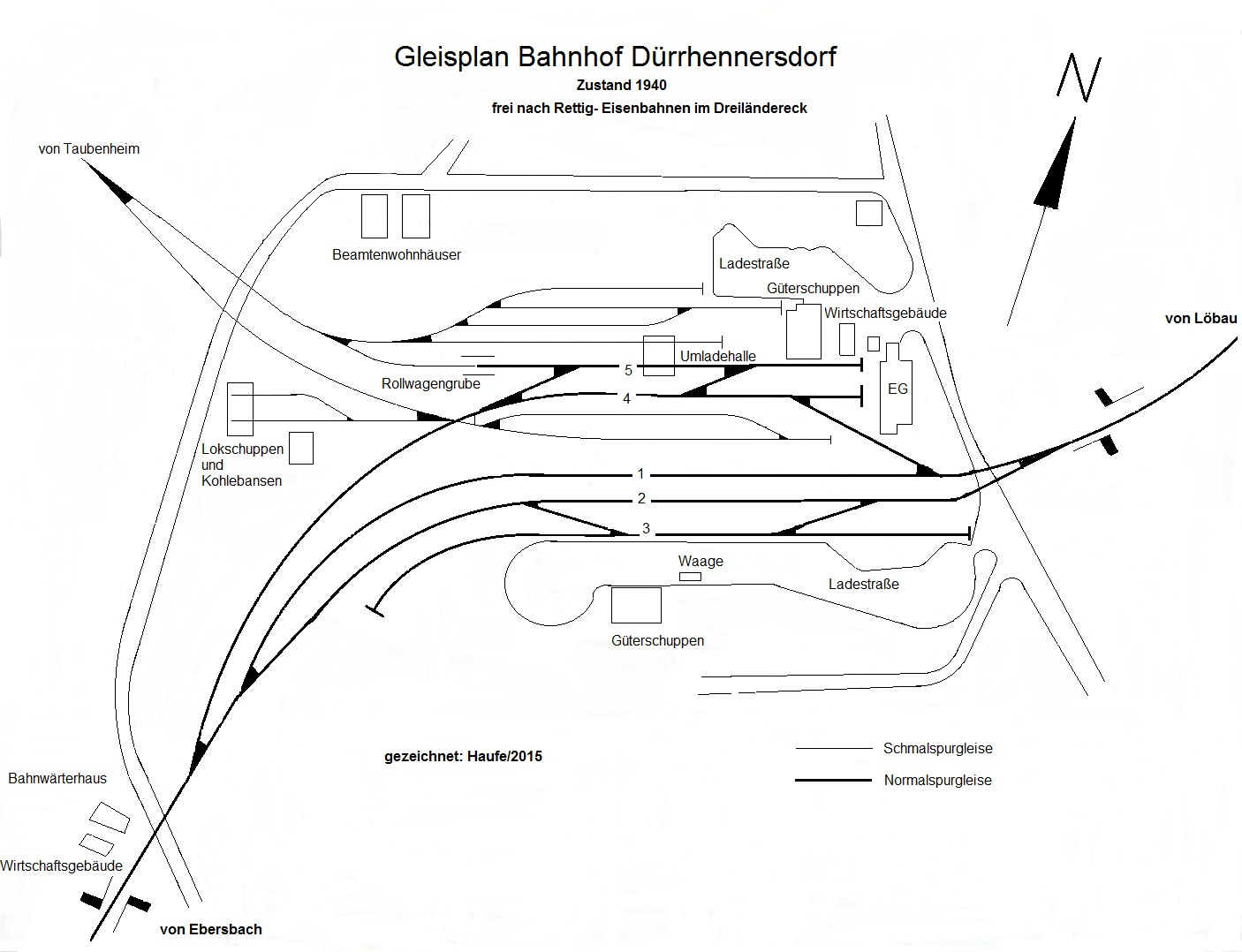
Gleisplan des Bahnhofs Dürrhennersdorf aus dem Jahr 1940

Der Bahnhof wurde am 1. November 1873 als Zwischenbahnhof der Bahnstrecke Ebersbach–Löbau eröffnet. Über die damaligen Gleisanlagen gibt es in der Literatur keine Angaben. Ob sie damals aus zwei Gleisen oder mehr bestanden, ist nicht mehr genau bekannt. Genaue Angaben bestehen erst durch den Zugang der Schmalspurbahn Taubenheim–Dürrhennersdorf im Jahr 1892. Von da an besaß der Bahnhof im Normalspurbereich fünf Gleise mit 13 einfachen Weichen sowie im Schmalspurbereich acht Gleise und zehn einfache Weichen (Rollwagengrube und Lokschuppengleis mitgerechnet). Der Bahnhof ist in der Ebene angelegt, die Streckenführung von Löbau nach Ebersbach/Sa. befindet sich in einer Steigung. In Richtung Ebersbach/Sa. fahrende Züge konnten im Bahnhofsbereich Schwung holen.
Von den Schmalspurgleisen waren zwei als Umfahrungsgleise neben dem Gleis 1 angelegt. Diese zwei Gleise waren für den Personenbetrieb vorgesehen und endeten vor dem Empfangsgebäude (EG) Der Normalspurbereich bestand aus den drei südlich des Empfangsgebäudes gelegenen Gleisen, die für kreuzende Züge und für eine Ladestraße vorgesehen waren. Außerdem waren zwei nördlich des Gebäudes gelegene Gleise vorhanden, die zum Warenaustausch mit der Schmalspurbahn verwendet wurden. Hier waren die Umladehalle und die Rollbockgrube sowie eine weitere Seitenladerampe vorhanden. Außerdem besaß der Bahnhof als Hochbauten Güterschuppen, Wirtschaftsgebäude, Wagenschuppen, Beamtenwohnhäuser, einen zweiständigen Lokschuppen mit Kohlebansen, Wasserkran und Revisionsgrube, eine Fuhrwerkswaage, einen zweiten Güterschuppen und ein Bahnwärterhaus an der Einfahrt von Ebersbach/Sa. aus.
Das Stellwerk hatte die Aufgabe, die aus Richtung Ebersbach/Sa. ankommenden Züge wahlweise in die Durchfahrgleise oder in den Spurwechselbereich zu leiten. Im Zuge der Anlage der Schmalspurbahn wurde das Empfangsgebäude erweitert. Von der Einfahrt aus Richtung Löbau bestand die Möglichkeit, die Züge in den Spurwechselbereich oder die Durchfahrgleise zu führen. Die Überführung in den Spurwechselbereich geschah zwischen dem EG und den Schmalspurgleisen. Normalspur- und Schmalspurgleise kreuzten zwischen den Normalspurgleisen 1 und 4. Der Bahnhof besaß zwei Bahnsteige; einen für die Schmalspurbahn und den Zug nach Ebersbach/Sa., den zweiten für die Züge nach Löbau.
Zur Betriebseröffnung kamen bereits Rollböcke, ab 1928 Rollwagen bei der Schmalspurbahn zum Einsatz. Letztere konnten anfangs nur über die Rollwagengrube im Bahnhof Taubenheim behandelt werden. Entscheidende Eingriffe in die Gleisanlagen des Bahnhofes Dürrhennersdorf gab es 1945. Die Schmalspurbahn Taubenheim–Dürrhennersdorf, die zu den Reparationsleistungen an die Sowjetunion gehörte, wurde abgebaut. Mit dem Abbau wurde das Normalspurgleis 4 und vermutlich das Verbindungsgleis vor dem Empfangsgebäude mit entfernt. Sämtliche Hochbauten blieben erhalten und wurden von einer LPG mit verwendet.
Ende der 1970er Jahre wurden die Gleise 3 und 5 mit entfernt. Sämtliche Gleisanlagen lagen jetzt südlich des Empfangsgebäudes. Die vorhandenen Hochbauten wurden von weiteren gewerblichen Mietern genutzt. Später (der genaue Termin ist nicht bekannt) wurde die Einfahrweiche aus Richtung Ebersbach/Sa. aus Gründen der Übersichtlichkeit in den geraden Bahnhofsbereich gezogen und der Zwischenbahnsteig entfernt. 1989 wurde im Empfangsgebäude des Bahnhofes ein EZMG-Stellwerk eingebaut. 1995 wurde dieses Stellwerk wieder aufgelassen. Vermutlich zur selben Zeit wurde das Gleis 2 entfernt. Der Bahnübergang bei dem EG ist durch eine Halbschrankenanlage gesichert.
Trotz des eingestellten Bahnbetriebes sind viele Hochbauten auf dem Bahnhof in gutem Zustand; die Umladehalle und der Lokschuppen aus der Schmalspurzeit sind vorhanden, lediglich der Güterschuppen wurde 2007 abgerissen.

## Bahnsteige
Zur Zeit der größten Ausdehnung besaß der Bahnhof zwei Bahnsteige, einen Inselbahnsteig für die Schmalspurzüge und die Normalspurzüge nach Ebersbach/Sa. neben dem Gleis 1 und einen Bahnsteig für die nach Löbau verkehrenden Züge zwischen den Gleisen 1 und 2.
Letzterer Bahnsteig wurde 1995 entfernt, sodass nur der Hausbahnsteig übrig geblieben ist.

## Verkehr

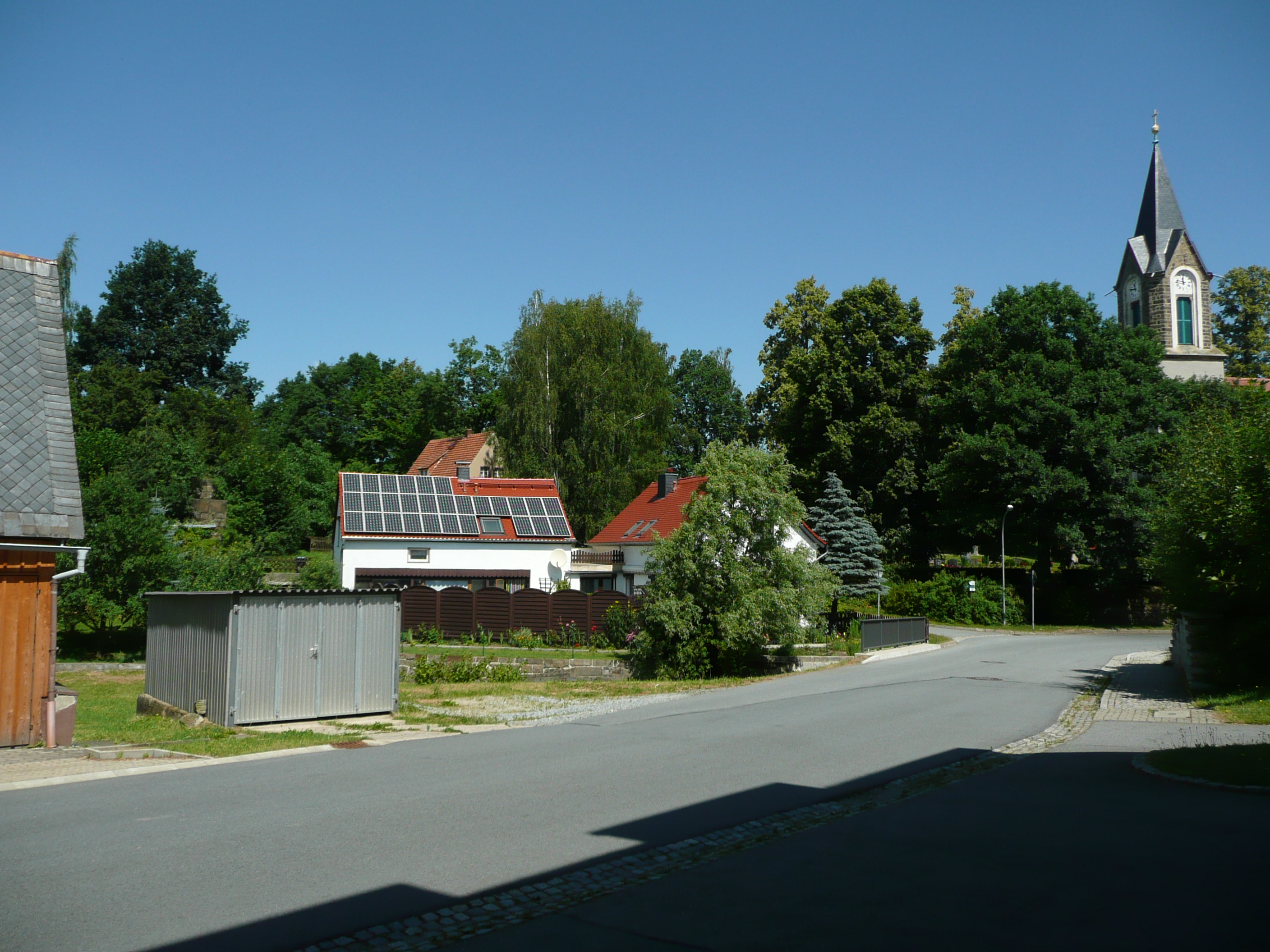
Ehemaliger Viadukt der Schmalspurbahn zur Überquerung der Ortsmitte

Von der Schmalspurbahn ist bekannt, dass der hauptsächliche Verkehr zwischen Taubenheim und Oppach stattfand und nur wenige Reisende bis Dürrhennersdorf fuhren.
Auf der Normalspurstrecke verkehrten 1905 sechs Zugpaare. 1960 waren es acht Zugpaare, die den Bahnhof benutzten. Die Züge verkehrten hier überwiegend als Leichttriebwagen. 1978 soll ein Eilzugpaar den Bahnhof durchfahren haben. Größere Bedeutung erlangte der Bahnhof durch den Grenzverkehr aus Rumburg. Hier wurden mitunter bedeutende Lasten über die Richtung Löbau weitergeleitet. Bekannt ist aus der Zeit vor 1989 z. B. der Bauxit-Verkehr. In der Gegenrichtung besaß der Bahnhof vor 1989 sieben Zugdurchfahrten täglich von Nahgüterzügen von Schlauroth nach Ebersbach/Sa.

## Lokschuppen Dürrhennersdorf
Für die Schmalspurbahn besaß der Bahnhof einen zweiständigen Lokschuppen für die Reparatur und Unterstellung der Lokomotiven. Gegenüber dem in Taubenheim/Spree, der als Bauform mit zwei Giebeln ausgerüstet war, hatte dieser hier lediglich einen Giebel. Für den Betrieb auf der Schmalspurbahn reichte er offenbar aus, denn bis heute sind keine Erweiterungsbauten zu erkennen.
Beheimatet waren hier Lokomotiven der Reihe I K und IV K. Nach dem Streckenrückbau wurde der Lokschuppen nicht entfernt, sondern als Garage weiterverwendet. Dabei wurden einige Zwischenwände mit eingezogen.